# Ana Maria Luísa de Médici
Ana Maria Luísa de Médici (em italiano:  Anna Maria Luisa de' Medici), (11 de agosto de 1667 – 18 de fevereiro de 1743) foi o último membro da Casa de Médici. Por vezes, em italiano, é também denominada pela variante Anna Maria Ludovica.
Mecenas das artes, ela legou a enorme coleção dos Médici, incluindo os conteúdos de Galleria degli Uffizi, Palácio Pitti e da villas Mediceias (que herdara em 1737 após a morte de seu irmão, João Gastão de Médici, Grão-duque da Toscana) e os tesouros Palatinos (que herdara do marido), ao Estado da Toscana, na condição de que nenhuma parte pudesse vir a ser  retirada de Florença "a capital do estado Grão-ducal....[e da sucessão do Sereníssimo Grão-duque".
Ana Maria Luísa era a única filha de Cosme III de Médici, Grão-duque da Toscana, e de Margarida Luísa de Orleães, sobrinha de Luís XIII de França. Pelo casamento com João Guilherme, Eleitor Palatino, tornou-se Princesa-Eleitora do Palatiinado.
A corte Palatina, em Dusseldórfia ganhou a reputação de importante centro de música, dada a proteção de princesa às artes em geral e à música em particular. Como João Guilherme contraíra sífilis o seu casamento não teve descendência o que combinado com a falta de descendência dos seus irmãos significou que os Medici estavam à beira da extinção.
Em 1713 Cosme III alterou as leis de sucessão Toscanas para permitir a sucessão de sua filha e passou os últimos anos da sua vida a auscultar as potências europeias para que reconhecessem esse novo estatuto. Contudo, em 1735, como parte de um rearranjo territorial e dinástico, as potências europeias nomearam Francisco III Estêvão, duque da Lorena como herdeiro, que acabou por suceder no trono em lugar da princesa. Após a morte do marido, Ana Maria Luísa regressou a Florença, onde tomou o papel de primeira dama, até à ascensão do irmão, João Gastão, que a afastou da corte impondo-lhe residência na Villa La Quiete. Quando João Gastão morreu, em 1737, os enviados de Francisco III Estêvão ofereceram a Ana Maria Luísa a posição de regente nominal da Toscana, mas ela declinou. A sua morte, em 1743, implicou a extinção da Dinastia de Médici, sendo os seus restos mortais sepultados na necrópole da família, a Basílica de São Lourenço, em Florença, que ela ajudara a concluir.

## Biografia

### Início de vida
Apesar dos esforços de sua mãe para interromper a gravidez, com longos passeios a cavalo, o parto ocorre com normalidade, nascendo Ana Maria Luísa de Médici que veio a ser a única filha e segunda criança do casamento de Cosme III de Médici, Grão-duque da Toscana, com Margarida Luísa de Orleães. Foi batizada em honra da sua tia materna Ana Maria Luísa de Orleães, Duquesa de Montpensier.
A relação dos seus pais era tempestiva: Margarida Luísa não perdia uma oportunidade para humilhar Cosme. Numa ocasião que ficou documentada, ela classificou o marido como "um pobre noivo" na presença do Núncio Papal. A inimizade entre eles continuou até 26 de dezembro de 1674; após todas as tentativas de conciliação falharem, um nervoso Cosme consentiu que a mulher partisse para o Convento de Montmartre, em França. O contrato estabelecido nesse dia revogava os seus privilégios como petite fille de France), e declarava que, após a sua morte, todos os seus bens seriam herdados pelos filhos. Como compensação, Cosme assegurou-lhe uma pensão de 80 000 libras. A Grã-duquesa abandonou a Toscana em junho de 1675 e Ana Maria Luísa nunca mais viu a mãe, sendo criada pela sua avó paterna Vitória Della Rovere.

### Eleitora Palatina
Em 1669, Ana Maria Luísa foi considerada uma noiva potencial para Luís, Grande Delfim de França, o herdeiro-aparente de Luís XIV de França. Cosme III não gostava da ideia de uma aliança com a França, e nunca se dedicou muito a essa causa (ela acabou por ser rejeitada). Em vez disso, Cosme ofereceu a mão da filha à sua primeira escolha: o rei Pedro II de Portugal, que ficara viúvo. Portugal era um país com fortes afinidades económicas com a Toscana e aquando da visita ao país, Cosme ficara com excelente impressão das potencialidades do reino, Mas os ministros de Pedro II, temendo que a Princesa Ana Maria Luísa viesse a dominar Pedro II dado que poderia ter herdado a maneira de ser da mãe, declinaram. De facto, contemporâneos achavam que o seu feitio era uma combinação do humor do pai e o da avó paterna, Vitória Della Rovere.
Jaime II de Inglaterra propôs o seu cunhado, Francisco II d’Este, Duque de Módena, mas a princesa considerou o estatuto de Duque demasiado baixo em termos de protocolo para a filha de um Grão-duque.
Após as recusas de Espanha, de Portugal, de França e de Saboia, Leopoldo I, Sacro Imperador Romano-Germânico, sugeriu João Guilherme, Eleitor Palatino. O Eleitor Palatino obtivera do imperador o tratamento de Alteza Real, para Cosme III em fevereiro de 1691. Consequentemente, João Guilherme, fora a última escolha, tendo os noivos casado por procuração em 29 de abril de 1691. Nas festividades que se seguiram, um contemporâneo descreve os atributos físicos da nova Princesa-Eleitora: "é alta, de compleição equilibrada, olhos grandes e expressivos, e de cor preta tal como o cabelo; a sua boca era pequena, com lábios cheios; os dentes tão brancos como marfim....".

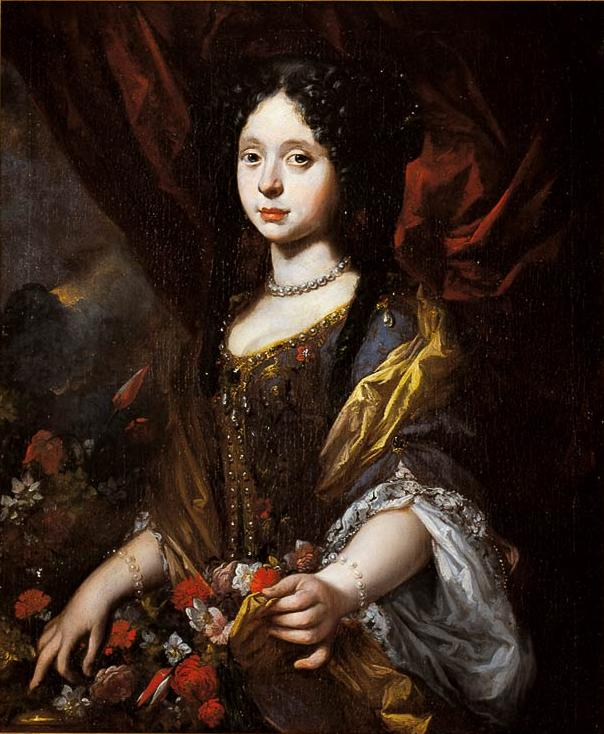
Retrato de Ana Maria Luísa de Médici com flores, por Antonio Franchi, c. 1682–1683

Em 6 de maio de 1691, ela partiu para Dusseldórfia, a capital dos estados do seu marido, acompanhada pelo seu irmão mais novo, João Gastão de Médici. João Guilherme surpreendeu-a em Innsbruck, onde a foi receber e onde oficialmente casaram. O Palatinado que Ana Maria Luísa veio a encontrar, era um país devastado pela Guerra dos Nove Anos, que estava em curso. Luís XIV atacara o Palatinado em nome do seu irmão, Filipe I de Orleães, ocupando a cidade de Philippsburg.
Ana Maria Luísa engravidou em 1692; contudo, ela sofreu um aborto. Pensou-se que pouco após a sua chegada teria contraído sífilis do marido, o que explicaria porque Ana Maria Luísa e João Guilherme falharam em produzir descendência. Ana Maria Luísa e João Guilherme, não obstante, partilharam um casamento harmonioso 

### Mecenas das artes
A Eleitora passava a maior parte do seu tempo em bailes, eventos musicais e outras festividades. O marido patrocinou a construção dum teatro onde Ana assistia a peças de escritor francês Molière. Mas também a própria Ana Maria Luísa protegia muitos músicos, a ponto da corte Palatina ser vista como um centro internacional de música erudita. Ela convidou Fortunato Chelleri para a sua corte, nomeando-o maestro di cappella ("mestre de música"). Agostino Steffani, a polímata, foi patrocinado pela Eleitora desde a sua chegada a Düsseldorf, em 1703, até ao seu regresso à Toscana; a biblioteca do Conservatório de Florença acomoda duas edições dos seus duetos de câmara.
Instigada pelo pai, Ana Maria Luísa negociou o casamento do irmão mais novo e, em 2 de julho de 1697, João Gastão de Médici casou, em Dusseldorfia, com Ana Maria Francisca de Saxe-Lauemburgo, herdeira do ducado de Saxe-Lauemburgo. Mas a mulher de João Gastão repugnava-o e acabaram por se separar em 1708.
No mesmo ano do casamento de João Gastão, foi celebrada a Paz de Ryswick que terminou com a Guerra dos Nove Anos. As tropas francesas retiraram do Eleitorado do Palatinado e João Guilherme recebeu o Condado de Megen (nos Países Baixos). Na sequência da revogação do Édito de Nantes, um documento que dera direitos aos Calvinistas em 1685 2 000 huguenotes franceses tinham emigrado, em 1685, para o Palatinado. João Guilherme, fortemente criticado pelo eleitor do Brandemburgo, pelo tratamento dado aos protestantes Palatinos, introduziu a  Religionsdeklartion em 1705, que sancionava a liberdade religiosa.

### A sucessão Toscana

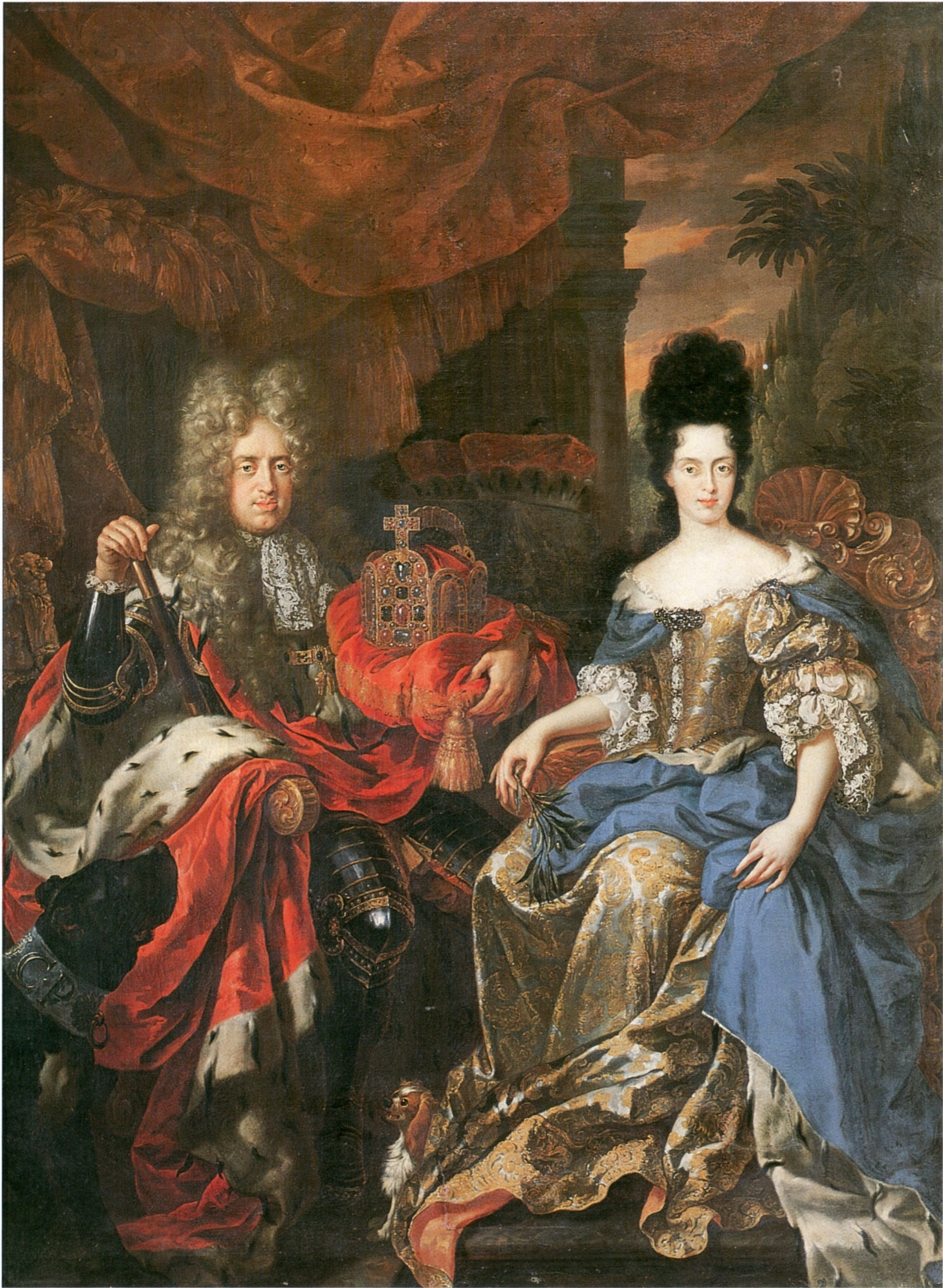
Ana Maria Luísa e o seu marido, João Guilherme, Eleitor Palatino, pintura de Jan Frans van Douven, 1708

Cosme III desejava alterar a sucessão Toscana, que até à data se fazia unicamente por linha masculina, de forma a permitir a ascensão da sua filha, Ana Maria Luísa, na eventualidade de falhar a sucessão masculina. Mas os seus planos tiveram uma forte oposição quer do imperador, quer das potências europeias. Carlos VI, Sacro Imperador Romano-Germânico, suserano nominal da Toscana, aceitaria essa decisão na condição dele lhe sucedesse. Cosme e sua filha discordavam da proposta. Sem um acordo à vista, a "Questão Toscana" ficou adormecida.
Alguns anos mais tarde, como a sucessão se tornara mais urgente, o Cardeal Francisco Maria de Médici, irmão mais novo de Cosme III, foi liberto dos seus votos e coagido a casar com a filha do duque reinante de Guastalla, Leonor Gonzaga, em 1709. A Eleitora suplicou-lhe que cuidasse da sua saúde e que "nos desse a consolação dum pequenino príncipe". Contudo, dois anos mais tarde, ele morreu sem geração, levando consigo quaisquer esperanças de um herdeiro.
Na sequência do morte do seu herdeiro aparente, o Grão-príncipe Fernando, em 1713, Cosme apresentou uma lei no Senado, a assembleia legislativa da Toscana, promulgando que Cosme e o seu novo herdeiro-aparente, João Gastão, deveriam preceder a Eleitora, caso ela ascendesse ao trono. Carlos VI ficou furioso; respondeu que o Grão-ducado era um feudo imperial e, por isso, apenas ele tinha a prerrogativa de alterar as leis de sucessão. Para complicar ainda mais as coisas, Isabel Farnésio, herdeira do Ducado de Parma e Placência, segunda mulher de Filipe V de Espanha, na sua qualidade de bisneta de Margarida de Médici, apresentou as suas pretensões ao trono da Toscana. Em maio de 1716, Carlos VI, que mudava constantemente de posição sobre a matéria, disse a Florença que a sucessão da Eleitora estava fora de causa, referindo também que a Áustria e a Toscana deveriam em breve chegar a acordo sobre qual a casa real que deveria suceder aos Médici.
Em junho de 1717, Cosme manifestou o desejo de que fosse a Casa d’Este a suceder à Eleitora. Anteriormente, Carlos VI oferecera ao Grão-duque compensações territoriais (que se traduziriam no Estado dos Presídios) caso ele escolhesse rapidamente. Mas, em 1718, Carlos VI repudiou a escolha de Cosme, declarando que a união da Toscana e do Ducado de Módena (o património dos Este) era inaceitável. A partir daqui gerou-se um impasse entre os dois.

### Regresso a Florença

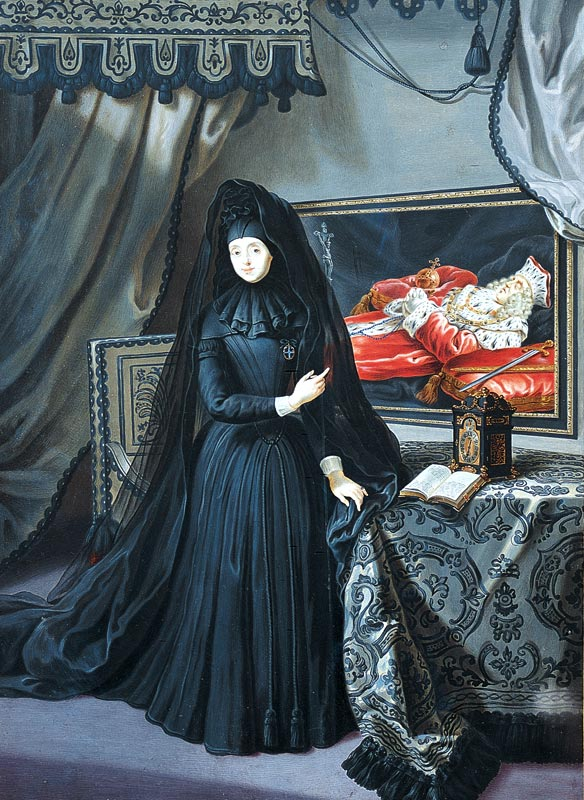
Ana Maria Luísa, Eleitora Palatina em vestido de luto, por Jan Frans van Douven, 1717. Ela aponta para o retrato do fétero de João Guilherme, adornado com a Regalia Palatina.

O Eleitor Palatino morreu em junho de 1716. A sua viúva, Ana Maria Luísa, regressou a Florença em outubro de 1717. A Grã-princesa viúva Violante Beatriz, viúva do seu irmão Fernando, e Ana Maria Luísa não mantiveram uma boa relação. Assim que teve conhecimento da intenção de Ana Maria Luísa de regressar, Violante Beatriz preparou a sua partida para Munique, a capital do estado governado pelo irmão, mas João Gastão quis que ela ficasse. Para impedir que as duas senhoras entrassem em conflito sobre a precedência, Cosme III definiu o estatuto de Violante Beatriz pouco antes da chegada da Eleitora, nomeando-a Governadora de Siena.
A 4 de abril de 1718 a Inglaterra, a França e as Províncias Unidas (e mais tarde a Áustria) acordaram em nomear Carlos de Bourbon, o filho mais velho de Isabel Farnésio e de Filipe V de Espanha, como herdeiro da Toscana (sem qualquer referência a Ana Maria Luísa). Em 1722, a Eleitora nem sequer fora reconhecida como herdeira e Cosme III reduzido a espetador na conferência sobre o futuro da Toscana.
Entretanto, Margarida Luísa, mãe de Ana Maria Luísa, morreu e, em vez de deixar o seu património aos filhos, tal como estipulado no acordo de 1674, deixou-o a Isabel Teresa de Lorena, Princesa de Epinoy, uma familiar distante.
Em 25 de outubro de 1723, seis dias antes de morrer, Cosme III emitiu uma proclamação onde defendia que a Toscana permaneceria independente; Ana Maria Luísa sucederia após João Gastão, uma vez que o Grão-Duque reservava o direito de escolher o seu sucessor. Infelizmente para Cosme, a Europa ignorou-o completamente. João Gastão, que sucedera ao pai, e Ana Maria Luísa não tinham uma boa relação. Ele desprezava a irmã por lhe ter arranjado um casamento infeliz com Ana Maria Francisca de Saxe-Lauemburgo, enquanto ela o detestava pelas suas políticas liberais: ele revogara todas as leis anti-semitas emitidas pelo pai o que a incomodara.
Consequentemente, a Eleitora viu-se obrigada a abandonar os seus apartamentos na ala esquerda da residência do Grão-duque, o Palácio Pitti, indo viver para a Villa La Quiete, que foi redecorada e com o apoio de Sebastiano Rapi e do jardineiro dos Jardins de Boboli (Giardino di Boboli), em Florença, e dos arquitetos Giovanni Battista Foggini e Paolo Giovanozzi. No período 1722–1725, a Eleitora embelezou a villa ao encomendar doze estátuas de figuras religiosas.

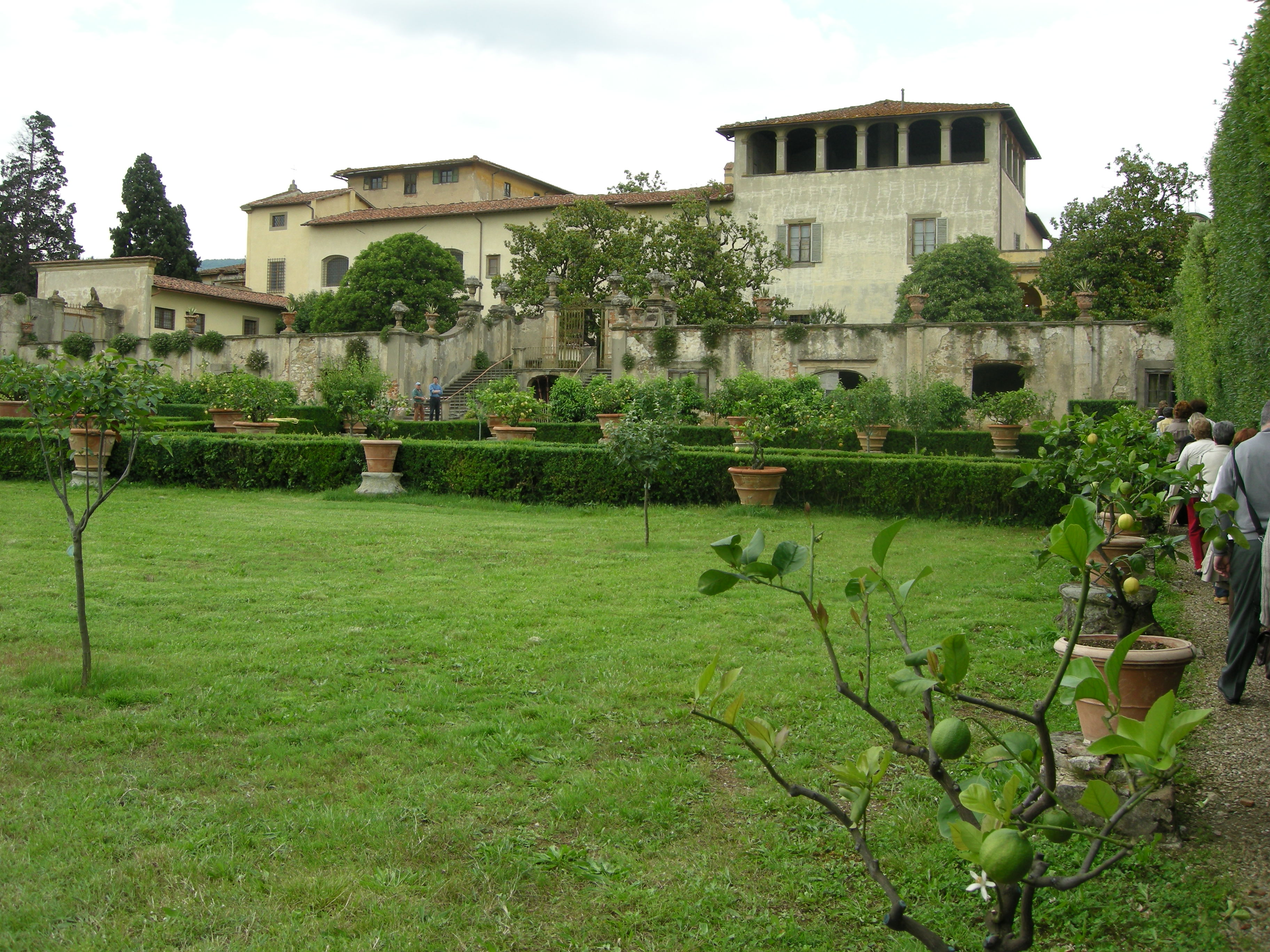
A Villa la Quiete (em 2008), que serviu como residência de Ana Maria Luísa durante o reinado do seu irmão, João Gastão de Médici, Grão-duque da Toscana.

Apesar de não gostarem uma da outra, a Eleitora viúva e Violante Beatriz tentaram, conjuntamente, melhorar a imagem pública de João Gastão. Abundavam rumores de que o Grão-duque morrera, uma vez que era raro para o público vê-lo. Para desmentir esses rumores, a Eleitora compeliu-o a fazer uma aparição pública (a última) em 1729, no dia do santo padroeiro de Florença, São João Baptista.
Os Ruspanti, o séquito de João Gastão de moral muito duvidosa, odiavam a Eleitora e ela odiava-os. Violante Beatriz tentou retirar o Grão-duque da sua esfera de influência organizando banquetes. A sua conduta afugentava literalmente os convidados: ele vomitava repetidamente no guardanapo, arrotava e contava anedotas de gosto duvidoso. Estes entretenimentos cessaram com a morte de Violante Beatriz, em 1731.

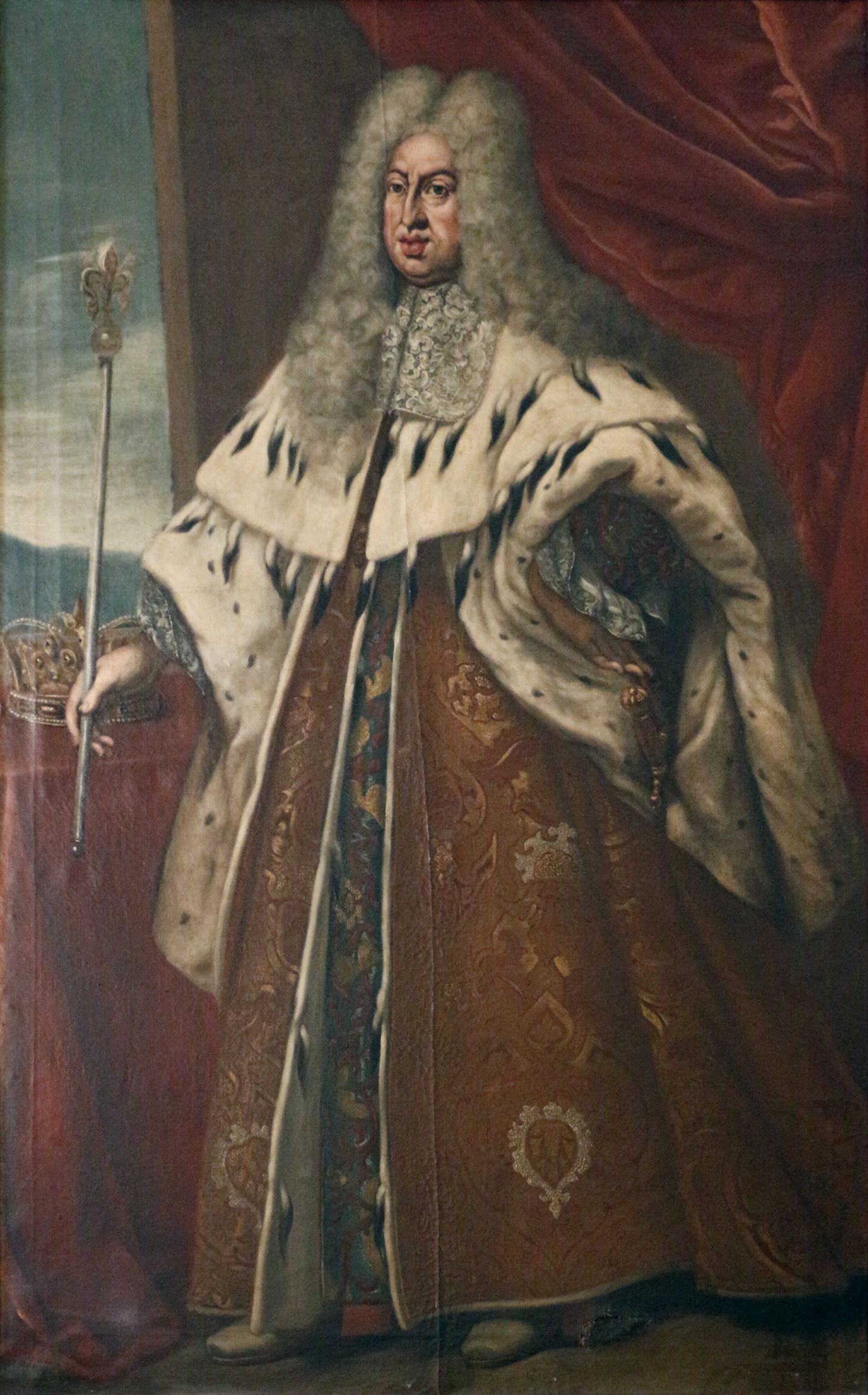
O Grão-duque João Gastão de Médici, irmão de Ana Maria Luísa.

Em 1736, durante a Guerra da Sucessão da Polónia, Carlos de Bourbon foi expulso da Toscana como parte das trocas territoriais, e Francisco III da Lorena foi indicado como herdeiro no seu lugar. Em janeiro de 1737, as tropas espanholas, que ocupavam a Toscana desde 1731, retiraram; 6 000 soldados austríacos tomaram o seu lugar.
João Gastão morreu de "uma acumulação de doenças" em 9 de julho de 1737, acompanhado por prelados e pela irmã. A Ana Maria Luísa foi oferecido o lugar de regente nominal da Toscana pelo Príncipe de Craon, o enviado do novo Grão-duque, até que Francisco III da Lorena pudesse chegar a Florença, mas declinou. Com a morte de João Gastão todo o património honorário da Casa de Médici, incluindo £ 2 000 000 líquidos, uma vasta coleção de arte, vestes de estado e terrenos no antigo Ducado de Urbino, foram atribuídas a Ana Maria Luísa.
O seu mais notável ato foi o denominado Patto di Famiglia ("Pacto de Família"), assinado em 31 de outubro de 1737. Em colaboração com o Sacro Imperador e com Francisco da Lorena, ela legava formalmente o património pessoal dos Médici ao estado Toscano, desde que nada fosse retirado de Florença.

### Morte e legado
Os "Lorenos", nome pelo qual as forças ocupantes eram apelidadas, eram popularmente detestados. O Vice-rei, o Príncipe de Craon, que a Eleitora detestava pela vulgaridade da sua corte, autorizou a Eleitora a viver sem ser perturbada na sua própria ala do Palazzo Pitti, vivendo numa virtual reclusão, e apenas recebendo um número selecionado de convidados num estrado preto, na sua sala de audiências decorada a prata.
Ela ocupou o seu tempo financiando e supervisionando a construção da Basílica de São Lourenço de Florença, iniciada em 1604 pelo Grão-duque Fernando I de Médici, atingindo 1 000 coroas por semana, e doou grande parte da fortuna para obras de caridade: £ 4 000 por ano.
Em 19 de fevereiro de 1743, Ana Maria Luísa de Médici, Eleitora viúva do Palatinado, morreu de uma "pressão no peito". Sir Horace Mann, um residente britânico em Florença, escreveu numa carta que "o cidadão comum ficou convencido que ela foi levada por um furacão; o mais violento de sempre, que começou de manhã e que durou cerca de duas horas, e agora o sol brilha mais do que nunca...". A linhagem real da Casa de Médici extinguiu-se com a sua morte. O seu desejo, fora cumprido alguns meses antes e, de acordo com Sir Horace Mann, deixou £ 500 000, correspondendo às joias herdadas pelo Grão-duque Francisco III e às suas terras no antigo Ducado de Urbino ao Marquês Rinuccini, o executor do seu testamento e ministro durante o governo de seu pai, Cosme III. Ela foi sepultada na cripta que ajudara a completar, a Basílica de São Lourenço; apesar de ainda não estar completamente concluída na altura da sua morte, O seu testamento estipulava que parte dos rendimentos das suas propriedades deviam "ser usados para continuar, concluir e embelezar... a referida famosa capela [São Lourenço]".
O ato pessoal de maior significado e de maior repercussão foi o Pacto de Família que assegurou que todos os tesouros artísticos dos Médici, colecionados durante quase três séculos de domínio político, ficassem em Florença. Cynthia Miller Lawrence, uma historiadora de arte Americana, considera que Ana Maria Luísa preparou o future da economia Toscana através do turismo. Dezasseis anos após a sua morte, os Galerias Uffizi, construídas por Cosme I de Médici (Cosimo, il Grande), o fundador do Grão-ducado, foram abertas ao público.
Em 2012, dada a preocupação com as cheias de 1966 no rio Arno, os seus restos mortais foram exumados.  Um exame científico não encontrou quaisquer vestígios de sífilis, que muitos pensavam ter sido a causa da sua morte.

## Títulos, tratamentos, honras e armas

### Brasão de armas
| Brasão | Descrição |
| ------ | --- |
|        | Ana Maria Luísa de Médici Princesa da Toscana (por nascimento), Eleitora do Palatinado (por casamento), As armas de Ana Maria Luísa combinavam o escudo de seu pai (o brasão dos Médici, à direita) com as arnas de seu marido (o brasão dos Wittelsbach, à esquerda). |

### Títulos e tratamentos
- 11 de agosto de 1667 – 29 de abril de 1691: Sua Alteza a Princesa Ana Maria Luísa
- 29 de abril de 1691 – 8 de junho de 1716: Sua Alteza Sereníssima[72] a Eleitora Palatina do Reno
- 8 de junho de 1716 – 18 de fevereiro de 1743: Sua Alteza Sereníssima, a Eleitora viúva [Palatine of the Rhine]